# Станюкович, Татьяна Владимировна
Татья́на Влади́мировна Станюко́вич (1916, Российская империя — 21 января 1992, Санкт-Петербург, Россия) — советский и российский этнограф. Известна как полевой этнограф, специалист по материальной культуре и народному искусству восточных славян, исследователь этнографии русских, историограф Кунсткамеры, создатель первой экспозиции музея Ломоносова, историк музейного дела, автор ставших классическими трудов по этнографическому музееведению и истории Кунсткамеры. Доктор исторических наук.

## Биография
Родилась в семье товарища директора-распорядителя Российского страхового общества, впоследствии искусствоведа и музейного деятеля В. К. Станюковича.
Окончила исторический факультет Ленинградского университета до войны.
Во время эвакуации (1941—1944 гг.) работала в таджикском филиале Академии наук в Сталинабаде (Душанбе), в том числе с фондами Республиканского музея Таджикистана.
С конца 1940-х до конца дней работала в Кунсткамере: сначала в Музее им. М. В. Ломоносова при Институте этнографии, с 1955 — в Отделе этнографии восточных славян и народов европейской части России МАЭ.
В 1948 году защитила диссертацию на соискание учёной степени кандидата исторических наук.
В 1979 году защитила диссертацию на соискание учёной степени доктора исторических наук по теме «Этнографические музеи Академии наук и развитие отечественной этнографии» (специальность 07.00.07 — этнография).
Погибла в автокатастрофе. Похоронена на Волковском лютеранском кладбище в Санкт-Петербурге.

## Научная деятельность
В 1940-е гг. занималась изучением культуры переселенцев в Средней Азии (кандидатская диссертация «Жилище русских переселенцев Средней Азии», 1948). После защиты кандидатской диссертации становится единственным сотрудником только что созданного Музея им. М. В. Ломоносова при Институте этнографии и создает первую экспозицию этого музея.
Работая в Восточнославянском секторе МАЭ, Т. Станюкович активно участвует в полевых экспедициях Института этнографии и занимается сбором и изучением этнографических материалов по восточнославянскому населению Казахстана, Киргизии и Средней Азии. В эти же годы она участвует в экспедициях в Татарскую АССР, Кировскую, Молотовскую и Свердловскую области.
Основные аспекты научной деятельности Т. В. Станюкович, начало которым было положено в её трудах и получило развитие в современной этнографии и музееведении:
- традиционная культура восточных славян и полевые исследования;
- типология и картографирование явлений традиционной культуры;
- функционирование предметов в традиционном быту и в современности;
- переселенцы из России в Центральной Азии и Казахстане;
- этнографические музеи: история и современные проблемы;
- историография Кунсткамеры как первого российского общедоступного музея;
- музей М. В. Ломоносова как музей истории науки.

## Избранные труды
- У русских переселенцев Средней Азии // КСИЭ. 1948. Вып. 4. С. 86-92;
- Станюкович Т. В. Кунсткамера Петербургской академии наук / Т. В. Станюкович; Акад. наук СССР, Институт этнографии. — М.; Л.: Изд-во АН СССР, 1953. — 240 с.: ил.
- Русское, украинское и бело¬русское население Средней Азии и Казахстана // Народы Средней Азии и Казахста¬на. М., 1963. Т. 2. С. 662-699;
- Этнография в XIX в. // История АН СССР. М.; Л., 1964. Т. 2. С. 209-218, 612-621;
- МАЭ им. Петра Великого (1714-1964). М.; Л., 1964. 104 с.;
- Карты № 18-32, 34, 35 (совместно с О.А. Ганцкой, Л.Н. Чижиковой и др.) // Русские. Историко-этнографический атлас. М., 1967;
- Внутренняя планировка, отделка и меблировка русского крестьянского жилища XIX в. // Русские. Историко-этнографический атлас. М., 1970. С. 61-89;
- Из истории этнографического образования (Ленинградский Географический Институт и географический факультет ЛГУ) // ТИЭ. Научный сборник. 1971. Т. 95. С. 121-139;
- Принципы и приемы экспозиции МАЭ АН СССР // Материалы по истории этнографических музеев и выставок. М., 1972. С. 44-84, 230-250;
- Станюкович Т. В. Этнографическая наука и музеи. Л., 1978.
- Кунсткамера / Станюкович Т. В. // Куна — Ломами. — М. : Советская энциклопедия, 1973. — (Большая советская энциклопедия : [в 30 т.] / гл. ред.  А. М. Прохоров ; 1969—1978, т. 14).
- Л.Я. Штернберг и МАЭ (к 125-летию со дня рождения ученого) // СЭ. 1986. № 5. С. 81-92;
- Деятельность С.Ф. Ольденбурга в области музееведения и этнографии // С.Ф. Ольденбург. М., 1986. С. 84-91;
- Из истории изучения орнамента // Народное прикладное искусство. Актуальные вопросы истории и развития. Рига, 1987. С. 10-30;
- Народное декоративно-изобразительное искусство // Этнография славян. Очерки традиционной культуры. М., 1987. С. 458-482;
- Цветное стекло М.В. Ломоносова в русском прикладном искусстве // Русский Север. Л., 1988. С. 69-94;
- Е.Э. Бломквист — исследователь восточнославянской этнографии // ЭО. 1992. № 4. С. 78-84[3].

## Награды
- Государственная премия СССР (1981) за коллективную монографию «Современные этнические процессы в СССР» (1977)

## Память
- Этнографический музей «Vepsoiden Pert» («Вепсская изба») имени Т. В. Станюкович. Создан в 1999 в дер. Сарозеро (Киприяновская) Подпорожского района Ленинградской области.
- Международная научная конференция, посвященная 100-летию со дня рождения Татьяны Владимировны Станюкович, МАЭ, сентябрь, 2016.